# Emanuel Maciel
Emanuel Fernando Maciel (José C. Paz, Buenos Aires, 28 de marzo de 1997) es un futbolista argentino que juega como volante y su equipo actual es Asociación Deportiva Agropecuaria que participa en la Liga 2 de Perú.

## Trayectoria

### San Lorenzo
El mediocampista, oriundo de José C. Paz, cuando transitaba su etapa formativa se consagró campeón con la Séptima categoría, dirigida por Pedro Salaberry, en 2013, en 2015 con la categoría '97, con Alejandro Russo como técnico, y por último, se consagró campeón y siendo pieza clave del los campeonatos de reserva del año 2019, el primero la Superliga Reserva 2018/19, y el segundo la Copa Superliga Reserva 2019.
Debutó en Primera División el 27 de julio de 2019 de la mano de Juan Antonio Pizzi en un partido en el que San Lorenzo ganaría 3 a 2 frente a Godoy Cruz. 
A lo largo de las divisiones inferiores de San Lorenzo se ha desempeñado tanto como medio centro, medio izquierdo, medio centro defensivo, y también llegó a ser en algunos casos defensor central, lateral izquierdo y delantero.
En febrero de 2020, es transferido al Montreal Impact de Canadá, como parte del pago por la transferencia de Ignacio Piatti a San Lorenzo.

## Clubes
| Club        | País      | Año       |
| ----------- | --------- | --------- |
| San Lorenzo | Argentina | 2018-2019 |
| CF Montréal | Canadá    | 2020-2021 |
| Aldosivi    | Argentina | 2022-2023 |
| Patronato   | Argentina | 2024      |
| ADA         | Perú      | 2025 -    |